# 勒丁豪森
勒丁豪森（德語：Rödinghausen，發音：[ʁøːdɪŋˈhaʊzn̩] ⓘ）是德国北莱茵-威斯特法伦州代特莫尔德行政区黑尔福德县的市镇，面积36.27平方千米，2023年12月31日人口为9,889人。